# Kristina Böhlke
Kristina Böhlke (* 26. September 1972) ist eine deutsche Politikerin der SPD und war als politische Beamtin vom 24. März 2011 bis zum 14. März 2012 Staatsrätin der Behörde für Wissenschaft und Forschung in Hamburg.

## Werdegang
Kristina Böhlke hat Biologie studiert und im Bereich Biotechnologie promoviert. Zusätzlich verfügt sie über einen Master in Management.
In den Jahren 2001 bis 2004 war Kristina Böhlke Referentin im Bundesministerium für Bildung und Forschung (BMBF) und dort anschließend bis 2005 Leiterin des Ministerbüros. Bis März 2011 war sie Leiterin des Projektträgers DESY.
In ihrer Zeit als ehrenamtliche Deputierte war sie von 1997 bis 2001 aktiv für die Behörde für Umwelt und Gesundheit und von 2008 bis 2011 für die Behörde für Wissenschaft und Forschung in Hamburg.
In der SPD Hamburg war sie von 2010 bis 2012 Beisitzerin des Landesvorstands.